# Диархия
Диа́рхия (др.-греч. διαρχία от δι- «два» + ἄρχων «властитель, правитель») — равенство статуса двух высших должностных лиц государства.

## Исторические диархии
Истории, в частности, известны следующие случаи диархии:
- спартанские цари из династии Еврипонтидов и Агиадов (см. Цари Спарты).
- консулы в Древнем Риме (см. Консулы Древнего Рима).
- шведские конунги и короли: Бьёрн II и Анунд II, Эрик VI и Олаф II, Хальстен и Инге I, Филипп и Инге II.
- князья Витень и Гедимин, Ольгерд (позднее Ягайло) и Кейстут в Великом княжестве Литовском.
- цари Иоанн V Алексеевич и Пётр I Алексеевич (Романовы) в России.
- король Вильгельм III Оранский и королева Мария II в Англии и Шотландии.
- Дуальная система управления государством в Тибете, Бутане, Сиккиме и Ладакхе.
- Двоевластие в Австро-Венгрии (1867—1918) (см. Декабрьская конституция).
- Двоевластие в России 1917 года
- Диархия в Британской Индии (1919—1935) (см. Реформа Монтегю — Челмсфорда).
- Соправление диктаторов Рене Баррьентоса Ортуньо и Овандо Кандиа в Боливии.

## Современные диархии
На сегодняшний день диархия присуща государственному строю следующих государств:
- Никарагуа, где главами государства являются два со-президента.
- Сан-Марино, где главами государства являются два капитана-регента (см. Государственный строй Сан-Марино)
- Андорра, где соправителями выступают президент Франции и епископ Урхельский (см. Государственный строй Андорры)
- Дуальная система управления государством в Бутане
- Консоциальная система правления в Северной Ирландии